# 올드 사우스 교회

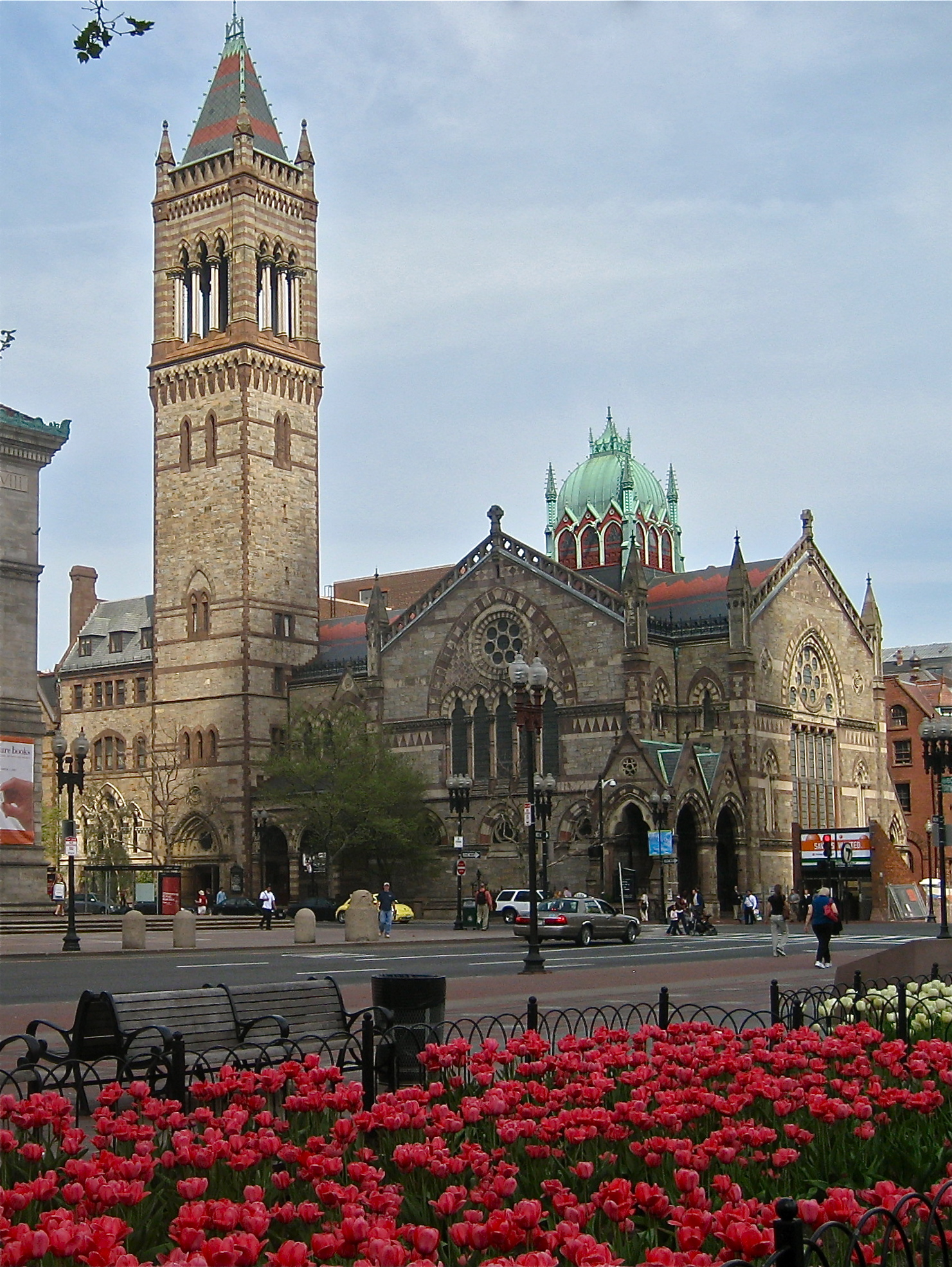
올드 사우스 교회

올드 사우스 교회(Old South Church)는 보스턴에 위치한 교회이다.

## 같이 보기
- 올드 사우스 집회소